# 11017 Billputnam
11017 Billputnam este un asteroid din centura principală de asteroizi.

## Descriere
11017 Billputnam este un asteroid din centura principală de asteroizi. A fost descoperit pe 16 ianuarie 1983 la Stația Anderson Mesa de Edward L. G. Bowell. Asteroidul prezintă o orbită caracterizată de o semiaxă mare de 2,77 ua, o excentricitate de 0,15 și o înclinație de 15,2° în raport cu ecliptica.